# 陈书舫
陈书舫（1924年—1996年1月11日），原名书芳，河北辛集人，中国川剧表演艺术家。曾任四川省川剧艺术研究所所长、四川省川剧学校校长。

## 生平
陈书舫的父母都是京剧演员，从小就随父母来到四川，6岁开始学习川剧。
1941年3月，国画大师张大千曾为陈书舫画作《为陈书舫写影图》。
1954年，当选第一届全国人民代表大会代表。此后共连任6届。1957年加入中国共产党。
1978年起担任四川省川剧院院长、四川省川剧学校校长、四川省川剧艺术研究所所长。此外还是中国文学艺术界联合会第三、第四届委员，中国戏剧家协会第三、第四届常务理事，中国音乐家协会会员。
1989年，陈书舫获得由中国唱片总公司举办的首届金唱片奖。

## 家庭
夫谢文新同为川剧演员，儿谢平安为知名戏剧导演。